# Samsung Galaxy A13 5G
Samsung Galaxy A13 5G — Android-смартфон производства Samsung Electronics. Модель 4G LTE была анонсирована 4 марта 2022 года, а модель 5G была анонсирована 2 декабря 2021 года. Телефон оснащен четырьмя камерами с основной камерой на 50 МП и дисплеем HD+ Infinity-V с диагональю 6,6 дюйма (175 мм) и аккумулятор Li-Po емкостью 5000 мАч. Он поставляется с Android 12.

## Дизайн

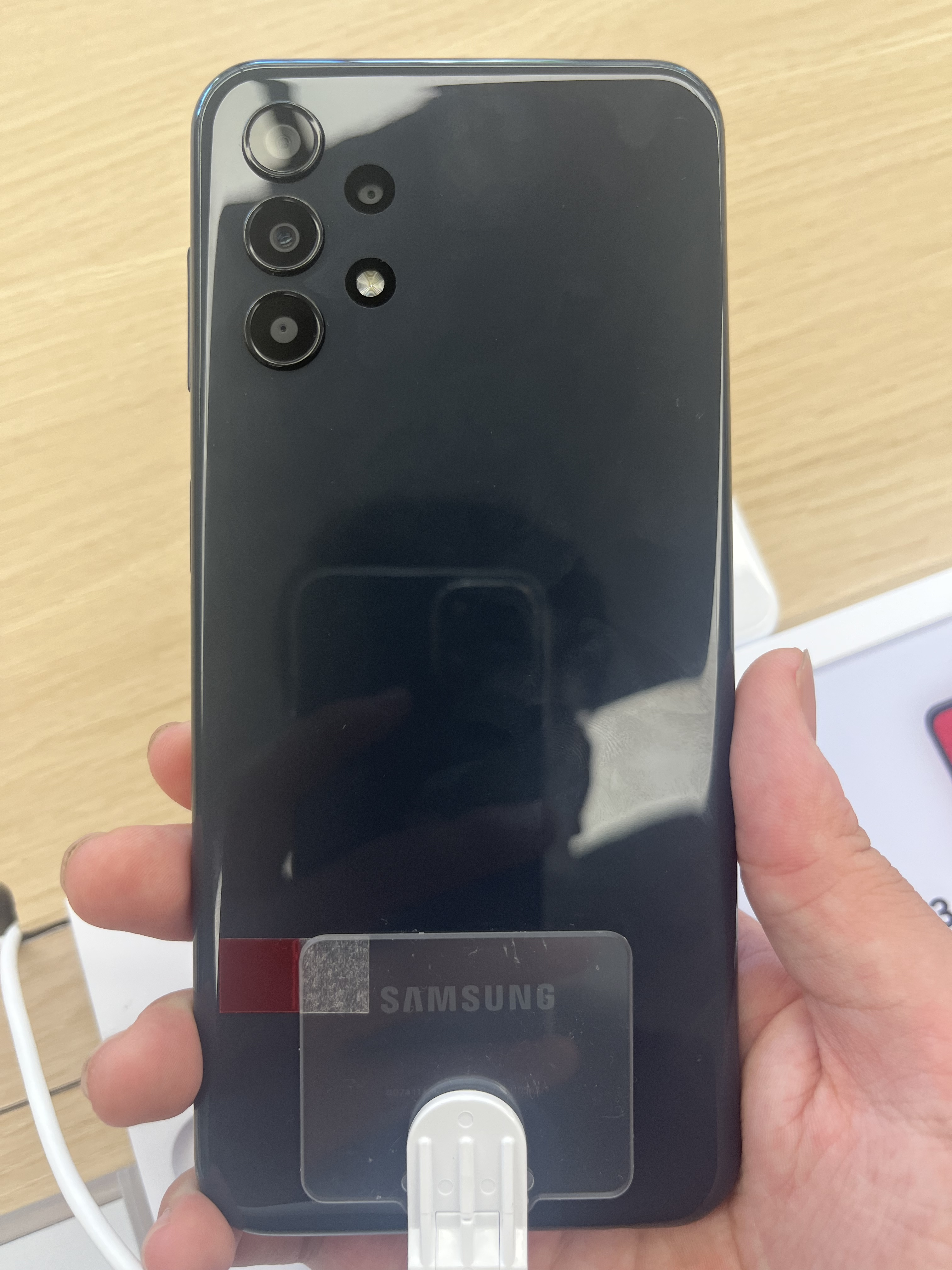
Задняя часть Samsung Galaxy A13

### Задняя часть Samsung Galaxy A13
Экран Galaxy A13 выполнен из стекла Corning Gorilla Glass 5, а в модели 5G — из стекла неизвестного производителя. Корпус модели 4G выполнен из глянцевого пластика, а модели 5G — из матового пластика.
Дизайн смартфона похож на Samsung Galaxy A32.
Внизу находятся разъем USB-C, динамик, микрофон и аудиоразъем 3,5 мм. Galaxy A13 5G имеет второй микрофон сверху. С левой стороны, в зависимости от версии Galaxy A13, есть слот для 1 SIM-карты и карты памяти microSD до 1 ТБ или для 2 SIM-карт и карты памяти microSD до 1 ТБ или только для 1 SIM-карты и Карта памяти microSD до 1 ТБ в Galaxy A13 5G. На правой грани расположены кнопки громкости и кнопка блокировки, в которую встроен сканер отпечатков пальцев.
Samsung Galaxy A13 продается в 4 цветах: чёрном, белом, синем и персиковом.
Samsung Galaxy A13 5G продается в чёрном и зелёном цветах, включая синий и оранжевый для глобальных моделей.

## Технические характеристики

### Аппаратное обеспечение
Модель 4G получила процессор Exynos 850 и графический процессор Mali-G52. 5G-модель получила процессор MediaTek MT6833 Dimensity 700 с поддержкой 5G и графический процессор Mali-G57 MC2. Более поздняя модель A13s (SM-A137F) получила процессор Mediatek Helio G80.

### Батарея
Аккумулятор получил объём 5000 мАч и поддержку быстрой зарядки на 15 Вт.

### Камера
Galaxy A13 получил основную четверную камеру 50 Мп, f/1,8 (широкоугольная) с фазовым автофокусом + 5 Мп, f/2,2 (сверхширокоугольная) с углом обзора 123° + 2 Мп, f/ 2,4 (макро) + 2 МП, f/2,4 (датчик глубины). Основная камера использует четырёхстороннее объединение пикселей, а истинное разрешение составляет 12,5 МП.
Фронтальная камера имеет разрешение 8 МП и апертуру f/2.2 (широкая). Основная и фронтальная камеры способны записывать видео в разрешении 1080p при 30 кадрах в секунду.
Galaxy A13 5G получил основную тройную камеру на 50 Мп, f/1,8 (широкоугольная) с фазовым автофокусом + 2 Мп, f/2,4 (макро) + 2 Мп, f/2,4 (датчик глубины). Фронтальная камера имеет разрешение 5 МП и апертуру f/2.0 (широкоугольная). Основная и фронтальная камеры способны записывать видео в разрешении 1080p@30fps.

### Дисплей
Экран в Galaxy A13 — PLS TFT LCD, 6,6", FullHD+ (2408 × 1080) с плотностью пикселей 400 ppi, соотношением сторон 20:9 и вырезом Infinity-V (каплевидной формы) для фронтальной камеры.
Экран в Galaxy A13 5G представляет собой ЖК-дисплей PLS TFT, 6,5", HD+ (1600 × 720) с плотностью пикселей 270 пикселей на дюйм, соотношением сторон 20:9, частотой обновления дисплея 90 Гц и разрешением Infinity-V (каплевидный) вырез под фронтальную камеру.

### Память
- Galaxy A13 продается в конфигурациях 3/32, 4/64, 4/128 и 6/128 ГБ.
- Galaxy A13 5G продается в конфигурации 4/64 ГБ.

### Программное обеспечение
Операционная система — Android 12 с One UI 4.1, которая была обновлена до Android 13 с One UI 5.0.

## Прием
The Verge отметили, что устройство было хорошим бюджетным вариантом, и заявили, что у него хорошее время автономной работы и производительность, но более слабый экран и камера. А так, в целом, смартфон получил положительный приём.